# Баранов Михайло Володимирович
Михайло Володимирович Баранов (нар. 7 березня 1961) — російський дипломат.

## Біографія
Закінчив МДІМВ МЗС СРСР (1983). На дипломатичній роботі з 1983 року. Володіє англійською та китайською мовами.
- У 1983—1989 роках — співробітник Посольства СРСР в Китаї.
- У 1993—1997 і 1999—2004 роках — співробітник Посольства Росії в Китаї.
- У 2005—2007 роках — заступник директора першого департаменту Азії МЗС Росії.
- У 2007—2011 роках — радник-посланник Посольства Росії в Таїланді.
- З травня 2011 по червень 2014 року — заступник директора першого департаменту Азії МЗС Росії.
- З 27 червня 2014 по 6 вересня 2019 року — Надзвичайний і Повноважний посол Російської Федерації в Лаосі[1][2].
- У 2019—2023 роках — заступник директора першого департаменту Азії МЗС Росії.
- 9 вересня 2022 року з'явилися повідомлення про арешт Михайла Володимировича Баранова 1961 року народження за звинуваченням у державній зраді. До цього, в серпні 2022 року був заарештований Ігор Кондратський, повний тезка якого займався в МЗС Росії дослідженням ядерного потенціалу країн Азії.[3] Однак, йшлося про його повного тезку[4].
- З 17 січня 2023 року — Надзвичайний і Повноважний посол Російської Федерації в Брунеї[5].

## Дипломатичний ранг
- Надзвичайний і Повноважний посланник 2 класу (18 липня 2007)[6].
- Надзвичайний і Повноважний посланник 1 класу (10 лютого 2017)[7].
- Надзвичайний і Повноважний посол (9 червня 2023)[8].

## Нагороди
- Орден Дружби (2 червня 2022) — За великий внесок у реалізацію зовнішньополітичного курсу Російської Федерації і багаторічну сумлінну дипломатичну службу[9].